# 関ジャニ戦隊∞レンジャー
関ジャニ戦隊∞レンジャー（かんジャニせんたいエイトレンジャー）は、関ジャニ∞（後のSUPER EIGHT）が
1. 有料公式モバイルサイト『FAMILY CLUB web（Johnny's web）』で連載していた公式ブログのタイトル
2. コンサートで上演するコントの総称、および作中で演じる等身大ヒーローの名称

である。本項では主に後者について詳述する。2012年に『エイトレンジャー』のタイトルで映画化され、2014年には続編となる『エイトレンジャー2』が公開された。

## 概要
ジャニーズ事務所が運営する公式携帯サイトで、関ジャニ∞の公式ブログ名をファンからの応募より「関ジャニ戦隊∞レンジャー」と命名される。メンバーにはイメージカラーである「レンジャーカラー」（「∞カラー」とも言う）が設定されており、各メンバーの連載はレンジャーカラーに沿って文字の色が振り分けられている。
2005年12月、連載名をもとに、スーパー戦隊シリーズをパロディ化したコントとして、コンサート「関ジャニ∞ Xmasパーティー2005」にて初演。B.A.D.BOYS扮する悪の組織「B.A.D.団」と戦う∞レンジャーが、様々な困難に立ち向かいながらも成長していく姿を演じる。別冊フレンドの「ほんまに関ジャニ∞!」で漫画化されたこともある。
「∞レンジャー」というテーマソングがあり、歌いながら登場するのがお決まり。
コントはコンサートツアーを行う度に新たなものを制作し、公演によってはご当地ネタを織り込んだ設定・台詞の変更や、場合によっては役割も変更する。台本は横山が制作するが基本的に大まかな筋以外は毎公演アドリブであり、横山扮するブラックレンジャーが契機を作ることが多い。
DVD『47』の通常盤特典DVDには、「∞レンジャー寝起きドッキリ大作戦!」と題し、ブラック（横山）とレッド（渋谷）がメンバーに仕掛けた寝起きドッキリ映像が収録されている。ドッキリを仕掛けた理由は「レンジャーたるもの、いつでもエイティングスーツを着て戦える状態でなければいけない」というもの。なお、ブラックとレッドもツアー最終地の沖縄で他メンバーから寝起きドッキリをやり返され、その映像も収録されている。
2008年夏のツアーでは、メンバーの「ファンの皆さんに新しい関ジャニ∞というものを見て欲しい」という意向から2005年12月以来約2年半続いてきたこのコントが初めて封印された。2009年夏に行われたツアーでは復活し、ファンを喜ばせたがその後は再び封印。2011年3月には公式携帯サイトで「関ジャニ戦隊∞レンジャー」に代わる新連載名を募集していたが、2011年から2012年に行われたツアー最終公演のアンコールで登場し復活を宣言した。
2012年に映画化が決定。7月28日全国東宝系ロードショー。物語の舞台は、最悪のシナリオをたどった未来の日本。コンサートの企画をベースにしながらも、ヒーローの仮面に隠れた心に傷を背負った7人の青年がその環境に屈することなく生きる力を生み出す人間ドラマを描く。監督は堤幸彦、エイトレンジャーを導く“伝説のヒーロー”役に舘ひろしが決定している。

## 登場人物・キャスト

### ∞レンジャー
「エイトシティ」を救うべく立ち上がった正義の味方。テーマソングによれば、地球を守るため公園で清掃活動（主にゴミを持ち帰る）を行い、必殺技は「むげんだい」である。B.A.D.団によって檻に閉じ込められた子供たちを助けたあとは、空に輝くお天道様を皆で見るのがお約束となっている。
それぞれの役名はレンジャーカラーに由来しており、コスチュームの「エイティングスーツ」もすべてレンジャーカラーで統一される。当初は大倉忠義が黄緑、横山裕が緑をレンジャーカラーとしていたが、2006年のツアーより、大倉は緑、横山は黒にレンジャーカラーを改めた。劇中では「レンジャー」を省略し、色名で呼びあう事が多い。
レッドレンジャー（渋谷すばる）
∞レンジャーのリーダー。破天荒キャラ。オーラは「情熱」。武器を持ち出すことが多い。幼稚園児のころの愛称は「すばちゃん」で、当時から妙に大人びたところがある。08年から09年の∞レンジャー休止期間にしていたことはわんぱく相撲。
イエローレンジャー（錦戸亮）
末っ子キャラで泣き虫。オーラは「優しさ」。戦いを好まず、よくいじける。幼稚園児のころの愛称は「りょーたん」。08年から09年の∞レンジャー休止期間はもっと大きい男になりたい！と世界に羽ばたいてた（バンジージャンプ）。
オレンジレンジャー（丸山隆平）
壊れキャラで、たまにうっとうしがられる。オーラは「元気」。幼稚園児のころの愛称は「まーたん」。08年から09年の∞レンジャー休止期間はボディビルダーの父を見習い身体を鍛えていた。
グリーンレンジャー（大倉忠義）
食いしん坊キャラ。以前は「ターコイズレンジャー」「きみどりレンジャー」と名乗っていたが、レンジャーカラーを改めたことに伴い、改名した。オーラは「色気」。弱点は尻。幼稚園児のころの愛称は「ただくん」。08年から09年の∞レンジャー休止期間は食っちゃ寝をしていた。
ブルーレンジャー（安田章大）
お花畑のような天然キャラであり、コンサートでは、エイトレンジャーのオープニングナレーションも務めている。オーラは「癒し」だが、ブラックレンジャーに毒を吐くこともある。幼稚園児のころの愛称は「安田」。08年から09年の∞レンジャー休止期間にしていたことは自分磨き（女装）。
ナスレンジャー（村上信五）
メンバーの世話を焼くオカンキャラ。本当はパープルレンジャーだが、色がナス色に似ているため、メンバーの意見により、ナスレンジャーになった。オーラは「自信」。幼稚園児のころの愛称は「信ちゃん」で、当時は空気の読めない性格だった。08年から09年の∞レンジャー休止期間は不動産業で成功し金にモノを言わせていた。
ブラックレンジャー（横山裕）（幼少期：亜蓮）
よく拗ね、問題を起こすキャラ。以前は「グリーンレンジャー」だったが、レンジャーカラーを改めたことに伴い、改名した。オーラは「友情」。得意技は「むちゃぶり」で、B.A.D.団のアドリブに対し敏感である。幼稚園児のころの愛称は「きみくん」。08年から09年の∞レンジャー休止期間は何かを企んでいた。

### B.A.D.団
キリヤマン（桐山照史）とナカマン（中間淳太）率いる悪の集団。∞レンジャーの宿敵で、子供の飴を奪い、なめて返す、という悪行ばかりを繰り返す。ナスレンジャーに怒鳴られると気後れしてしまう。

## テーマ曲
関ジャニ戦隊∞レンジャー「∞レンジャー」
（作詞：関ジャニ∞・磯崎健史、作曲：磯﨑健史、編曲：久米康隆）
映画主題歌「ER」のカップリングにフルコーラスで初音源化。

## ストーリー
200X年、エイトシティ。かつては誰もが幸せに暮らしていた平和な町・エイトシティが、悪の番人、B.A.D.団によって征服されてしまう。そこで立ち上がった正義の味方が、関ジャニ戦隊∞レンジャーである。
救世主現る!? の巻
恒例であった冬のクリスマスコンサート（大阪松竹座）で、2005年に上演。初登場の回であり、テーマソングの「∞レンジャー」（作詞: 磯﨑健史・関ジャニ∞、作曲: 磯﨑健史）も本公演にて初披露した。三兄弟や山田が∞レンジャーを助けた。
∞レンジャー、まさかの解散!? 取り戻せ友情!! の巻
2006年のツアーにて上演。他のレンジャー隊員がバイクを乗り回す中、ブラックレンジャーだけバイクがないことからいざこざが発生。仲間割れが生じるが、グリーンレンジャーがブラックレンジャーとレッドレンジャーの仲を取り持つことで、無事友情を取り戻す。国立代々木競技場第一体育館最終日での公演ではブラックレンジャーのバイクが登場し、DVD『Heat up!』（初回限定版のみ）に収録された。
∞レンジャー、まさかの解散!? 取り戻せ友情!! の巻 パートII
2006年、グループ初となる全国ツアーにて上演。他のレンジャー隊員の衣裳のベルトが新しくなっていることにブラックレンジャーが拗ね、仲間割れが生じるが、最後は友情を取り戻す。公演によってはブラックレンジャーではなく、他のレンジャー隊員が拗ねる場合もあった。長野での公演で、∞レンジャーが派遣会社であることが判明する。
∞レンジャー、まさかの展開! ありがとう…そして、さようなら の巻
2006年の全国ツアーにて上演。ブラックレンジャーのクラッカーだけなかったために、ブラックレンジャーが拗ね、レッドレンジャーと喧嘩、レッドレンジャーが銃を持ち出し発砲。紆余曲折を経てグリーンレンジャーに直撃し、グリーンレンジャーが死んでしまう。グリーンレンジャーを助けるため、∞レンジャーは「フェルナンデスの森」へ向かい、「エイタクロース」へ助けを求める。
本作で各レンジャー隊員のオーラ（性格）が判明する。各会場でアドリブが頻発した作品である。
その後グリーンレンジャーは助かり、レンジャーの皆から大好物のカレーライスを渡される。
∞レンジャー、知られざる過去! めざせ、スーパーヒーロー! の巻
グループ初となるドームコンサート（京セラドーム大阪）にて上演。∞レンジャー結成にあたっての秘話であり、∞レンジャーの幼稚園児時代の話。メンバーが幼稚園児の格好をするシーンもあり大いに盛り上がった。全宇宙ヒーロー協会会長の「永年郎」が、∞レンジャーを呼び出したところから話が始まる。
∞レンジャー、恋の予感 揺れ動く愛と友情の狭間で…の巻
2007年の全国47都道府県ツアーにて上演。ブルーレンジャーが恋をし、メンバーにその旨を告白する所から始まる。ブルーレンジャーの恋により、色々な気持ちが交差して、ついにはブラックレンジャーとブルーレンジャーが喧嘩してしまう。公演によってはブルーレンジャーではなく他のレンジャー隊員が恋をし、他のレンジャーのポジションが入れ替わるパターンもある。
同ツアーは47都市113公演だったためアドリブがきく内容を考えた結果、ブルーの恋話から発展して「今までどんな告白をした事があるか」というフリから、指名されたメンバーがアドリブで告白内容を考え披露するという構成となった。ブルーが恋をする女の子にはマネキンが用意された（ただし台詞は棒読み）。
∞レンジャー、外伝 ブラックレンジャー独り立ち 救えるか?! 少年の心…の巻
横山の2007年・2008年のソロコンサートにて上演。∞レンジャーは出演せずブラックレンジャーだけの登場。いじめられている少年を助けるも、ブラックレンジャーに憧れているというのがいじめられている原因と知り凹むブラック。一人ではB.A.D.団や不良グループと戦う根性がなくお金で解決しようとしたりするが、自分を信じるまっすぐな少年の気持ちに心うたれ敵と立ち向かう。途中、『有閑倶楽部』の菊正宗清四郎に助っ人に来てもらったり、『拝啓、父上様』の中川時夫がおどけて登場する（二役ともテレビドラマで横山が実際に演じた）。また、第2弾となった横山のソロコンサートでは、メンバーが助っ人で登場するサプライズもあった。
∞レンジャー、試練の時 向き合えるのか、己の死と の巻
2008年春のツアーで上演。仲間割れが生じるが、グリーンレンジャーがブラックレンジャーとレッドレンジャーの仲を取り持ち、無事仲直りする。しかしそこに「ナスレンジャーが倒れた」という知らせが入る。ナスレンジャーを助ける為、レンジャー達は己の死と向き合っていく。当初、「豹変の間」で使われていたのは包丁だったが、途中の公演からピコピコハンマーに替わっている。題名の通り、レンジャーが次々と死んでいくというストーリーであった為、終盤では観客席からすすり泣く声が聞こえていた。
帰ってきた∞レンジャー となりの芝生は何色に見える? の巻
2009年夏のツアーにて約1年ぶりに∞レンジャーコントが復活。1年間、メンバーが何をしていたのか冒頭で映像が出てくる。物語はブラックがレッドに憧れているというところからはじまり、ヘルメット以外をレッドの衣装を着て登場する。その後、実はグリーンもブルーに、オレンジもイエローに憧れているということが発覚し仲間割れ。紆余曲折を経て、仲介者のナスが、イエローレンジャーが持ち出したナイフに刺されたため、仲間の大切さに気付き友情を取り戻すことになる。
ブラックレンジャー タイムスリップ！昔話にどんぶらこの巻
2010年の横山裕ソロコンサート第3弾にて上演。∞レンジャーは出演せずブラックレンジャーだけの登場。他のメンバーのことを悪くいうブラックレンジャーを見かねた永年郎は、ブラックレンジャーに仲間の大切さを理解させるためにブラックレンジャーをタイムスリップ（昔話の世界）させるところから物語は始まる。そして、ひょんなことから桃太郎になったブラックレンジャーは鬼退治に行くことになる。そこでブラックレンジャーは仲間の大切さと、鬼が悪さをする理由から地球を大切にしなくてはならないことを知り、最終的にみんなで肩を組んで仲直りをすることで物語は終わる。おじいさんやおばあさん、3匹のお供、鬼たちなどの配役は関西ジャニーズJrのveteranが務めた。
∞レンジャー、ごぶさたしてます。今年こそはよろしくお願いします。の巻
2011年から2012年にかけて行われたツアー最終公演のアンコールでのみ、サプライズの形で登場。同ツアーのオープニング映像がアレンジして使用された。コンサート同様、映像監督は中村哲平。ストーリーはなく、テーマソングと「モンじゃい・ビート」を歌い、ファンに復活を宣言した。
∞レンジャー　恋のトライアングル！　一途な思いの結末は…!?の巻
∞レンジャー、見せつけろ！レンジャー魂！の巻
2016年から2017年にかけて行われたツアーで「∞レンジャー」を歌いながら登場。2年半ぶり。フライング( Hopeful merody )やイリュージョンなどを披露。イリュージョンではレッドがパープルやブラックをそれぞれ脱出イリュージョンとして使った。その後 オレンジはマスクを使ったマジックを、イエローは扉を使ったマジックをした。

## 必殺技
- エイトジレンマ
- エイトハートフルマインド
- バブルアタック
- エイトフラッシュ
- エイトレインボーフラッシュ
- ∞無限大∞

## 映画

### エイトレンジャー
『エイトレンジャー』のタイトルで映画化された。2012年7月28日より東宝系にて日本公開。監督は堤幸彦。
2035年の荒廃した近未来都市八萬市（エイトシティー）を舞台に、7人が演じるヒーロー「エイトレンジャー」が、テロリスト「ダーククルセイド」に立ち向かい、ヒーローの仮面に隠れた心に傷を背負った7人の青年がその環境に屈することなく生きる力を生み出す人間ドラマを描く。
メンバーそれぞれが役名をもち役の背景なども描かれており、コンサートなどで披露しているエイトレンジャーとは別物。

#### あらすじ
西暦2035年。慢性的な不景気と超少子高齢化社会に陥った日本は、三流国家になり果てていた。国は存続をかけ、ほとんどの国家機能を民営化する「小さすぎる政府計画」を断行。「東京シティ」「大坂シティ」「名古屋シティ」などの主要都市を泳ぐと死ぬ深く広い硫酸の運河で守った。各地方で受けられるサービスは大きく異なり、日本はモザイクのような「分断都市国家」に変貌した。経済は混乱し、円の価値は激しく下がり、新通貨「関」を制定した。子供はあらゆる面で貴重な存在となり、子供の将来も6歳で決められる。「小学一年センター試験」で90点以上の合格点とその家族、高額納税者だけが国に守られたシティに暮らし、それ以外の者は国から見捨てられた地方都市で暮らし、未来のない生活を送っていた。警察は無能化し、街には不法入国者、テロリスト、逃亡中の凶悪殺人犯などが横行し、治安は乱れ放題。人々の平和を守っているのは「ヒーロー」と呼ばれる、体を張った民間自警ボランティアの男たちだけだった。そんなある日、闇金融の取り立てから逃げ回っていた主人公の横峯誠は「ヒーロー協会理事長」という肩書を持つ奇妙な老人、三枝信太郎にスカウトされ、古びた協会の本部を訪れる。横峯誠は黒いスーツを支給され、各々6色のスーツを着た若手ヒーロー6人衆の「エイトレンジャー」を率いるリーダーとしての特訓を受けることになる。しかし、いきなり加わった男がリーダーになることを不服とする者もあり、ヒーローたちはブラック・レッド・ナス（パープル）の3人とイエロー・オレンジ・ブルー・グリーンの4人に別れ、対立する。困った新人リーダーのブラック横峯は「伝説のヒーロー」と呼ばれるヒーロー協会最強の男キャプテン・シルバーをリーダーに推すが、キャプテン・シルバーはそれを拒否。次にオレンジやブルーらがキャプテンの素顔を盗撮して「マスコミに売られたくなければリーダーになってヒーローの極意を伝授しろ」と脅迫すると、キャプテンはしぶしぶ同意する。
キャプテン・シルバーは厳しい男で、それぞれ借金やコンプレックス、トラウマなどを抱えるブラックら若者たちに向けて「テロリストには、もはや革命を起こす心など残っていない。希望を失い、ただ金のためだけに略奪に走る。金のためにヒーローをやっているお前たちと何が違う」と言い放つ。そして「心から人を救う覚悟の持たぬ者に、ヒーローを名乗る資格はない」とまで言う。だが、そんな正義のヒーローにも、実は人に言えない悲しい過去があった。仮面の下に涙を隠し、キャプテン・シルバーは戦い続ける。やがて巨大テロリスト軍団「ダーク・クルセイド」が幹部:Mr.ダークを筆頭に、大規模なキャプテン･シルバー抹殺計画を実行する。街の石油コンビナートに爆弾を設置し、街はパニック状態となる。そんなときにブラックは、理事長から自分が幼いころに生き別れとなった父親がキャプテン・シルバーだったことを伝えられ、真のヒーロー魂に目覚めて立ち上がる。しかしエイトレンジャーたちは戦いのなかで、ある人物がMr.ダークだったということを知ることとなる。

#### 登場人物
横峯 誠（よこみね まこと） / ブラック〈28〉
演 - 横山裕（幼少期：亜蓮）
エイトレンジャーの新米リーダー。ギャンブル中毒で多額の借金を背負う。真面目で博愛主義。刑事だった父親が、20年前に失踪し捨てられた過去を持つ。
渋沢 薫（しぶさわ かおる） / レッド〈28〉
演 - 渋谷すばる
酔拳を巧みに操るエイトレンジャー1の武闘派だが、アルコール依存症。酒の飲み過ぎで借金を背負う。酒が切れると、震えが止まらず怖がりになる。新人のブラックをフォローする優しい性格。根は真面目。八萬市にある居酒屋「泣泣」によく通いつめている。
村岡 雄貴（むらおか ゆうき） / ナス〈27〉
演 - 村上信五
心優しいチェリーボーイ。八重歯に憧れて、メンズエステに通い八重歯を作った事から借金を作った。
丸之内 正悟（まるのうち しょうご） / オレンジ〈26〉
演 - 丸山隆平
プライドの高さが仇となって引きこもりとなりネットショッピング依存症になる。続編『2』では、憧れの通販会社「甘損」に就職し、通販番組に売り子として出演しているが、素の自分を出しきれず、モノマネで商品紹介している。後に、今までの自分キャラがモノマネだったと発覚する。
安原 俊（やすはら しゅん） / ブルー〈25〉
演 - 安田章大
青いものが大好き。青い物にこだわり過ぎて多額の借金を作るが、これには、ダーククルセイドに殺された妻子への思いがあった。
錦野 徹朗（にしきの てつろう） / イエロー〈25〉
演 - 錦戸亮
1曲だけヒットさせたことがある一発屋の元バンドマン。やたらセンターに拘る性格。落ちぶれてからは自作のグッズを作り続けて借金を作った。
大川 良介（おおかわ りょうすけ） / グリーン〈24〉
演 - 大倉忠義
何度もオレオレ詐欺に引っ掛かって借金を背負っている。鹿児島弁を話すが出身は鹿児島県ではない。この設定は撮影初日に追加されたため、大倉自身も台詞とは言え、劇中で何を言っているのか把握していない。西郷隆盛を尊敬している。物静かな性格。
鬼頭 桃子（きとう ももこ）〈28〉
演 - ベッキー
八萬市の刑事。何故かヒーローを敵対視する。幼少時、冤罪で母親が獄死した。その正体は、テロリスト集団『ダーククルセイド』の幹部・Mr.ダーク。真の目的は、母親を見捨てたキャプテン・シルバーへの復讐。
仁科 遥（にしな はるか）〈23〉
演 - 蓮佛美沙子
八萬市の新米刑事。鬼頭の後輩。キャプテンシルバーに惚れている。
八萬警察署長〈53〉
演 - 田山涼成
八萬市の警察署署長。
三枝 信太郎〈65〉
演 - 石橋蓮司
八萬市自警団・ヒーロー協会理事長。20年前は、八萬署の刑事でキャプテン･シルバーの元同僚。
横峯 聖子〈52〉
演 - 高橋ひとみ
誠の母。女手一つで誠を育てた。肝が据わっている。
東浦 正幸〈59〉
演 - 竹中直人
警察庁長官。東京シティに所在する警察組織のトップ。ダーククルセイド総統こと、東浦 一幸の父親。
ヒーロー協会志願者
演 - 上島竜兵（ダチョウ倶楽部）※三役
ヒーロー協会志願者の3人。EDでヒーロー協会に志願した。
ダーク・クルセイド総統
演 - 東山紀之（特別出演）
テロリスト集団『ダーク・クルセイド』の総統。その正体は、20年前の警察庁長官の息子、東浦一幸。
キャプテン・シルバー
演 - 舘ひろし
誰にも素顔を明かさないヒーロー界で有名な無敵のヒーロー。その正体は、ブラックこと誠の父親、横峯正義。

#### スタッフ
- 監督：堤幸彦
- 脚本：高橋悠也
- 製作：中村浩子、山内章弘、田中良明、福冨薫
- 製作指揮：藤島ジュリーK.、市川南、石橋誠一、長坂信人
- プロデューサー：原藤一輝、中沢晋
- 撮影：斑目重友
- 美術：相馬直樹
- 装飾：澤野五月
- 音楽：長谷部徹、Audio Highs
- 録音：鴇田満男
- 照明：川里一幸
- 編集：伊藤伸行
- 衣裳/スタイリスト：袴田能生
- ビデオエンジニア（VE）：吉岡辰沖
- アソシエイト・プロデューサー：長松谷太郎
- 制作担当：中井光夫
- 制作応援：高瀬大樹
- 助監督：白石達也
- スクリプター/記録：井手希美
- SFX/VFXスーパーバイザー：野崎宏二
- アクションコーディネーター：諸鍛冶裕太
- サウンドデザイン：石井和之
- 製作会社：エイトレンジャー映画製作委員会（ジェイ・ストーム、東宝、テイチクエンタテインメント、オフィスクレッシェンド）
- 配給：東宝

#### 音楽（エイトレンジャー）
- 主題歌：エイトレンジャー「ER」（インペリアルレコード）[2]
- 挿入歌
  - エイトレンジャー「雨のち晴れ」（インペリアルレコード）[2]
  - エイトレンジャー「∞レンジャー」（インペリアルレコード）

#### 製作
2011年、翌年2012年にCDデビュー8周年を迎える関ジャニ∞が「エイトの8周年だから、特別なことをやりたい」と何気なく話していたところ、メンバーが冗談半分に「エイトレンジャーの格好でレッドカーペットを歩いたら面白いかも」と何気なく話していたものが、制作指揮の藤島ジュリーK.の耳に入り、「∞レンジャーを映画化するっていうのもアリかも」とジェイ・ストームの原藤一輝プロデューサーに声をかけたことから一気に映画化が決まった。舞台設定を考えていた原藤は2011年に起こった東日本大震災をとりあげたニュースの中で「最悪のシナリオを想定した場合」という言葉を想像し、その中で職につけない人がする危険でいつでも稼働しないといけない超3K仕事がヒーローなのではないのかと考えた。それをベースに脚本家とプロデューサーとプロットづくりを開始した。
撮影は2012年3月6日クランクイン、4月20日クランクアップされた。本作はアクションシーンが多く、ヘルメットをかぶっており顔が見えない場合もあるが、関ジャニ∞のシーンは全て本人が演じている。
撮影と並行して出演者の他の作品とのコラボレーションがあり、錦戸主演のTBSのテレビドラマ『パパドル!』第1回（4月19日放送分）では本作の撮影シーンが登場し、関ジャニ∞全員に加えて監督の堤が本人役で出演した。

#### 封切り
全国155スクリーンで公開され、2012年7月28、29日の初日2日間で興収1億5,783万6,200円、動員12万2,160人になり映画観客動員ランキング（興行通信社調べ）で初登場第6位となった。
8月16日の時点で興行収入が8億円を突破し、これにちなんで8月17日に全国8都市での大ヒット御礼舞台挨拶が行われた。これは関ジャニメンバーの大倉と横山が、2人で合わせて8都市を1日で回るというものであった。またこの日、10月にハワイ国際映画祭の「スポットライト・オン・ジャパン」部門で特別上映される予定であることも発表された。
2013年に発表された最終興収は12.0億円。

#### Blu-ray / DVD
発売元はジェイ・ストーム、販売元は東宝。
- エイトレンジャー 通常版（1枚組、2013年1月25日発売）
  - 映像特典
    - 特報集
    - 劇場予告編
    - TVスポット集
    - 「∞レンジャー」（メイキングver.）ミュージックビデオ
    - “エイトシティ街頭ポスター”を探せ!（隠しコマンド）

  - 封入特典
    - ブックレット（12P）
- エイトレンジャー ヒーロー協会認定完全版（2枚組、2013年1月25日発売、完全限定生産）
  - ディスク1：本編ディスク（通常版と同様）
  - ディスク2：特典DVD
    - 88分でわかるエイトレンジャーのすべて（メイキング）
    - 完成披露試写会 完全版! @TOKYO DOME CITY HALL（秘）舞台裏
    - 蔵出し! 極秘映像要覧（未公開シーン集）
    - 8分88秒でわかるヒーロー協会 〜明日のヒーローを目指す君たちへ〜
    - 「∞レンジャー」（ヒーローver.）ミュージックビデオ

  - 封入特典
    - オリジナル・サウンドトラックCD
    - 会員番号入りヒーロー協会会員証
    - 必殺技入りトレーディングカード（カレンダー付き・8枚）
    - ブックレット（通常版と同様）

  - 特製BOX付きデジパック仕様
- エイトレンジャー レンタル版（2013年1月11日レンタル開始）
  - 映像特典
    - 「ER」ミュージックビデオ（カタログver.「個性豪華版」）
    - 「ER」ミュージックビデオ（スーパーミックスver.「ほとばしる豪華な個性」）

### エイトレンジャー2
2014年7月26日に続編『エイトレンジャー2』が公開された。ヒロイン役となる週刊誌記者・西郷純役として前田敦子が出演した。

#### あらすじ (エイトレンジャー2)
近未来都市、八萬市（エイトシティ）。落ちこぼれの7人の青年であるエイトレンジャーは、ダーククルセイドとの戦闘の末、組織を壊滅し、一時の平和が町に訪れたかのように見えた。
あれから5年の月日がたち、2040年、八萬市は大鶴市長が、東浦内閣総理大臣のバックアップで推進する「ゼロ・プロジェクト」によって年間犯罪発生率0％という驚異の記録を達成していた。町の市民はエイトレンジャーのこれまでの治安活動のお陰と、彼らの功績を称える為の施設「エイトレンジャー・ミュージアム」なる施設まで設立。市民は彼らを待ちのヒーローとして祭り上げていたが、実際の彼らは高給取りの身であり、週1勤務でありながら手には札束、それに美女、プライベートビーチ付きと、5年前の借金返済にあえいでいた生活からは想像出来ない生活を送っていた。だが、その彼らの中にエイトレンジャー・レッドこと渋沢薫の姿は無かった。
荒廃した日本を変革する為の平和のモデル都市に成り上がった八萬市。しかしその裏で年間約100名以上の行方不明者がいることに気付いた者がいた。男勝りの気質と行動力を持つ「週刊ARAE」所属の若い女性記者、西郷純。彼女は市民の失踪事件の真相を追うと同時に、生活が激変したエイトレンジャー達の身辺を探る為、彼らが所属しているヒーロー協会の秘書代理として潜入。純が調査を続けることで、段々彼らの持つ悩みが明らかになる。
ブルーこと安原俊は、亡き妻に瓜二つの女性、ゆかりに青色の物をプレゼントし続けた結果、愛想を尽かされる。オレンジこと丸之内正悟は、通販好きが高じて通販番組のアシスタントになったものの、本来の自分をさらけ出せず常にモノマネばかりして常に社長に注意される日々。イエローこと錦野哲朗は念願の歌手デビューを果たすが自分の歌いたいロックを歌えず、音楽ディレクターと衝突。ナスこと村岡雄貴は、本物の男になるべく気になる女性、マチコを誘ってラブホテルに行くが、彼女がニューハーフであった事から立ち直れないでおり、いまだ童貞の身。そして、グリーンこと大川良介は、純を憧れの西郷どんと勘違いし、一目ぼれ。その後は彼女をストーキングするようになる。その中、純はブラックこと横峯誠が行方不明のダーククルセイド元幹部、鬼頭桃子を探していることを知る。5年前の事件で逮捕された彼女は八萬刑務所に収監されていたが、犯罪発生率が0％になった為刑務所が撤廃された後に行方不明となっていた。しかし純は父親・キャプテンシルバーを桃子に殺害された横峯の口から「殺された父の仇ではなく、桃子のことを助けたい」と意外な捜索理由を聞く。
その後、突然街中で爆発事件が勃発し、市民は騒然となる。町を清掃するゴミ収集車が狙われた。そして街頭ビジョンには壊滅したとされるダーククルセイドの旗、レッドが現れた。彼はゼロ・プロジェクトの真実や大鶴市長が裏で発電所のエネルギー資源として犯罪者達を強制労働させていたことを知っており、正義を掲げるダーククルセイド総統の元に寝返っていた。「直ちにゼロ・プロジェクトを中止せよ。さもなくば、次の犠牲者は市長だ」とレッドは発言。突然の寝返りに動揺するエイトレンジャー達だが、レッドも何か事情を抱えている可能性はある。市長からレッドの拘束を命令された彼らは真実を確かめる為、彼の潜伏先に向かう。そこにいたのは「誰かを本気で救いたい心」で新たなスーツの力を発揮したレッドが立っていた。

#### 登場人物 (エイトレンジャー2)
渋沢 薫（しぶさわ かおる） / レッド〈33〉
演 - 渋谷すばる
エイトレンジャー1の武闘派で酔拳を使いこなす。アルコール依存症だが、本来は真面目な性格。「ゼロ・プロジェクト」の核心に一人だけ気付き、ダーククルセイドの総統に寝返る。只今禁酒中で単身アジトに潜伏している。
横峯 誠（よこみね まこと） / ブラック〈33〉
演 - 横山裕
エイトレンジャーのリーダー。元ギャンブル依存症。5年前は生真面目な性格だったが、現在はちょっとした軽犯罪でも見逃す様になった。しかし根本的には変わっておらず、行方不明となった桃子を探している。キャプテンシルバー・横峯正義は実父。「復讐からは何も生まれない」を信条とする博愛精神の持ち主。
村岡 雄貴（むらおか ゆうき） / ナス〈32〉
演 - 村上信五
明るい性格のチェリーボーイ。遥との失恋から立ち直るべく、美女のマチコと一緒にラブホテルに行くが彼女がニューハーフと知り、激しく動揺。
丸之内 正悟（まるのうち しょうご） / オレンジ〈31〉
演 - 丸山隆平
オレンジ。通販好きが高じて甘損に入社し、通販番組のアシスタントと兼業で働くが、気弱な性格から自分を出せず、モノマネでキャラクターを演じている。
安原 俊（やすはら しゅん） / ブルー〈30〉
演 - 安田章大
髪も青に染めた青オタクで真っ直ぐな性格。亡き妻に瓜二つの女性、ゆかりと恋に落ちる。
錦野 哲朗（にしきの てつろう） / イエロー〈30〉
演 - 錦戸亮
メジャーレコード会社と契約し、アイドル歌手としてデビュー。人気者になるが、本望のロックを歌わせてもらえず葛藤。
大川 良介（おおかわ りょうすけ） / グリーン〈29〉
演 - 大倉忠義
人を疑わない優しき日本男児。前作よりも鹿児島弁がきつくなっている。純を西郷隆盛の血筋と思い込み、一目惚れ。彼女をストーキングする。
西郷 純（さいごう じゅん）
演 - 前田敦子
『週刊ARAE』の女性記者。ヒーロー協会に秘書代理として潜入。ぶっきらぼうな性格で常に男言葉で話す。大川に事あることにストーカーされる。古いショルダーバッグを持っている。
鬼頭 桃子（きとう ももこ）〈33〉
演 - ベッキー
ダーククルセイドの元幹部でMr.ダークの正体。5年前にキャプテンシルバーを殺害した後に逮捕された後八萬刑務所に収監されるが刑務所撤廃後の現在は行方不明。
大鶴 光之助 - 赤井英和
八萬市の市長。「ゼロ・プロジェクト」を推進した結果、年間犯罪率0％を達成。ヒーロー協会を市営化し、エイトレンジャーに多額の報酬を支払う。東浦総理と連絡を持つという不審な部分がある。
東浦 正幸〈64〉 - 竹中直人
八萬署署長→警察庁長官→内閣総理大臣。東浦一幸の実父だが目指す理想の方向性の食い違いから絶縁している。大鶴市長を陰で支える。
ダーククルセイド総統 / 東浦 一幸
演 - 東山紀之（特別出演）
テロ組織・ダーククルセイドの総統。エイトレンジャーと激闘の末、組織は壊滅したはずにもかかわらず生き延びており、右目には大振りな義眼、義足をしている。レッドに「ゼロ・プロジェクト」の真実を伝え、手を組む。
甘損社長
演 - 肥後克広（ダチョウ倶楽部）
丸之内が入社した甘損の社長。某テレビショッピングの社長に似た特徴的な話し方をする。自分を出せずモノマネばかりする丸之内を叱責する。
温田 ゆかり
演 - 伊藤麻実子
安原が惚れた彼の亡き妻に瓜二つな女性。彼から青い物ばかりプレゼントされ、辟易する。
音楽ディレクター
演 - ダイアモンド☆ユカイ
錦野が契約したレコード会社の音楽ディレクター。彼が持ち込んだ音源をあっさりゴミ箱に捨て、方針を巡って彼と対立。
マチコ
演 - 岡本あずさ
村岡が惚れた美女。しかし、ニューハーフパブ『ニューカマー』に勤務するニューハーフ。もちろん心は乙女。
ヒーロー協会女秘書
演 - 松岡璃奈子
純を後任として紹介する若い女性秘書。臨月の妊婦でもある。
ネネ
演 - 護あさな
タミエ
演 - 足立理
上記2名はニューハーフパブ「ニューカマー」の従業員。

#### 音楽（エイトレンジャー2）
- 主題歌：エイトレンジャー「ER2」（インペリアルレコード）[11]
- 挿入歌
  - エイトレンジャー「陽炎」（インペリアルレコード）[11]
  - エイトレンジャー「∞レンジャー」（インペリアルレコード）

## エイトレンジャーTV 2035
『エイトレンジャーTV 2035』は、スペースシャワーTVで2012年6月18日 - 7月13日に放送されたバラエティ番組。レギュラー放送終了後の同年8月1日には、本番組の総集編として『エイトレンジャーTV 2035 総集編スペシャル』が放送された。
上述の映画『エイトレンジャー』の公開を記念し放送された。
月曜から金曜日まで毎日5分間放送され、メンバーが交代で出演しその日にまつわる著名人を紹介する「今日のヒーロー」とエイトレンジャーに扮したメンバー全員のトークをあわせた構成。
VTRゲストにゆず、斉藤和義が出演した。